# Sedum hirsutum
Sedum hirsutum é uma espécie de planta com flor pertencente à família Crassulaceae. 
A autoridade científica da espécie é All., tendo sido publicada em Flora Pedemontana 2: 122, t. 65, f. 5. 1785.
O seu nome comum é uva-de-gato.

## Portugal
Trata-se de uma espécie presente no território português, nomeadamente os seguintes táxones infraespecíficos:
- Sedum hirsutum subsp. hirsutum - presente em Portugal Continental. Em termos de naturalidade é nativa da região atrás referida. Não se encontra protegida por legislação portuguesa ou da Comunidade Europeia.